# Millicent Franks

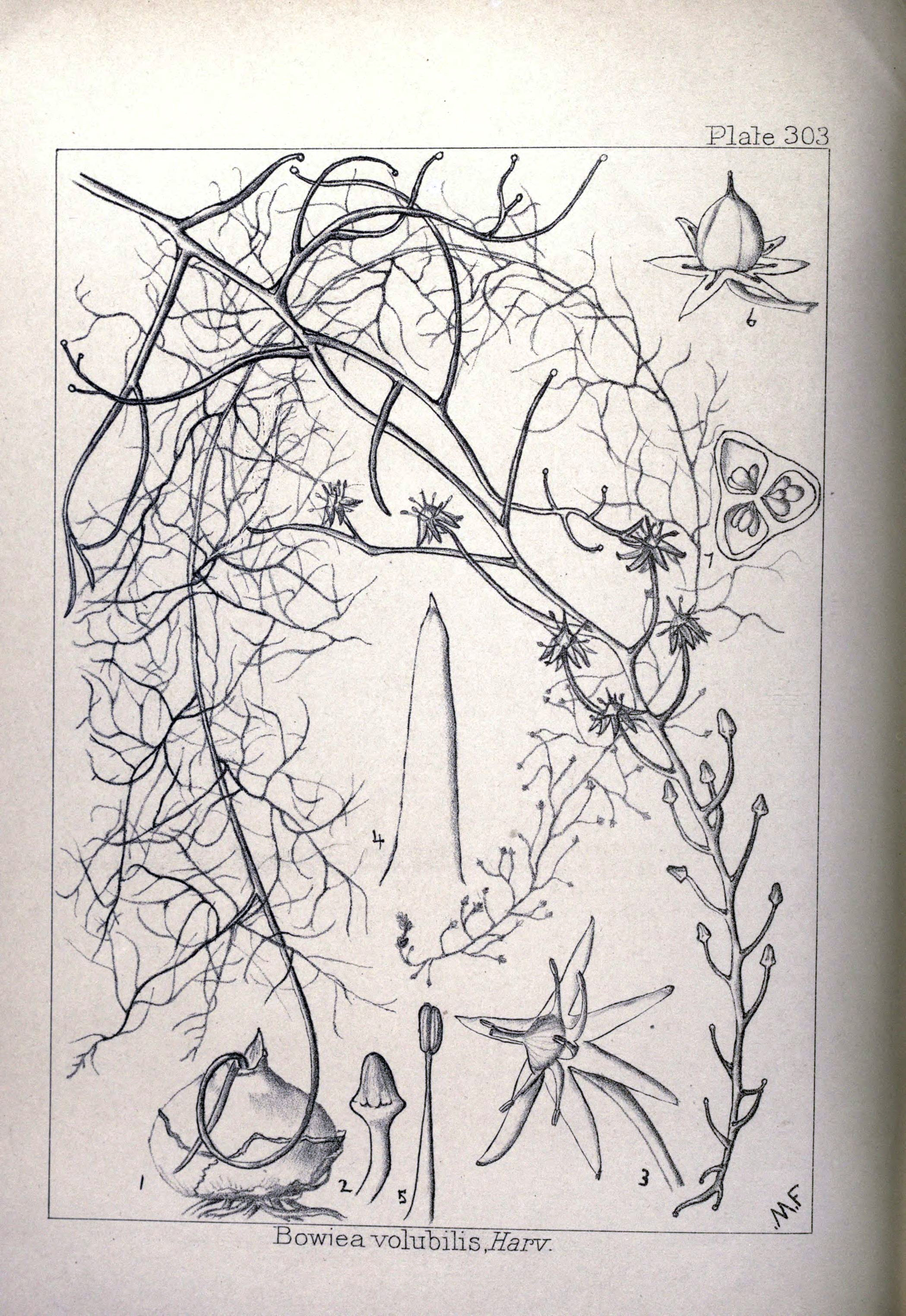
Bowiea volubilis.

Millicent Franks (6 de octubre de 1886, Durban - 11 de febrero de 1961 Winchester) fue una botánica e ilustradora sudafricana.
A la edad de quince años, en noviembre de 1901, asumió el cargo de artista botánica y asistente de John Medley Wood en el Herbario de Natal en Durban, y cuando Frieda Lauth abandonó el herbario en 1903, Franks fue nombrada como principal artista botánica.
Produjo la mayoría de las ilustraciones para los volúmenes 3 a 6 de 'Natal Plants' de Wood, y también proporcionó varias ilustraciones para Rudolf Marloth Flora of South Africa (1913-1932). Y, recolectó y prensó unos 370 especímenes de plantas de Van Reenen, Camperdown y de Durban, y estos terminaron en el Herbario Natal y el Herbario Nacional en Pretoria.
Franks se mudó a Inglaterra en noviembre de 1914, trabajando durante tres meses en Kew Gardens, sobre muchas ilustraciones del texto de Wood Natal Plants. Al siguiente año, se casó con Howard Flanders. Pasó los últimos años de su vida en Petersfield, donde fallecería, y allí fue inhumada.

## Honores

### Eponimia
Es conmemorada en las especies
- Sisyranthus franksiae N.E.Br.,
- Celtis franksiae N.E.Br.,
- Brachystelma franksiae N.E.Br.,
- Euphorbia franksiae N.E.Br.,
- Ischaemum franksae J.M.Wood.

- La abreviatura «Franks» se emplea para indicar a Millicent Franks como autoridad en la descripción y clasificación científica de los vegetales.[3]